# Alejandro Sánchez Benítez
Alejandro "Álex" Sánchez Benítez (Barcelona, 3 de febrer de 1991) és un futbolista professional català que juga com a porter pel CF Badalona.
Va formar part de la selecció espanyola sub-19 que va disputar el Campionat d'Europa de la UEFA Sub-19 de 2010 en què la selecció espanyola hi va quedar subcampiona.